# Jeanne Flanagan
Pour les articles homonymes, voir Flanagan.
Jeanne Ann Flanagan est une rameuse américaine née le 8 mai 1957 à New Haven.

## Biographie
Aux Jeux olympiques d'été de 1984 à Los Angeles, Jeanne Flanagan remporte la médaille d'or en huit. Elle est aussi médaillée d'argent en huit aux championnats du monde d'aviron 1981,.